# حشره‌خوار جنگلی ماه‌وار
 حشره‌خوار جنگلی ماه‌وار (نام علمی: Sylvisorex lunaris) نام یک گونه از سرده حشره‌خوارهای جنگلی است.